# Everybody's Got Something to Hide Except Me and My Monkey
«Everybody's Got Something to Hide Except Me and My Monkey» –en español: «Todos tienen algo que esconder excepto yo y mi mono»– es una canción   escrita por John Lennon (acreditada a Lennon/McCartney) e interpretada por The Beatles en su álbum de 1968 The Beatles, también conocido como The White Album.

## Origen
En 1980, Lennon comentó sobre el tema: "Sólo se trataba de una frase simpática que convertí en canción. Era sobre mí y Yoko. Todo el mundo parecía estar paranoico, menos nosotros que estábamos muy enamorados. Todo es clarísimo cuando estás enamorado. La gente se ponía algo tensa con nosotros: Ya sabes, "¿Qué está haciendo ella aquí en el ensayo?" "¿Por qué está ella con él?" Toda era una locura simplemente porque resulta que queríamos estar juntos todo el tiempo."
El título de la canción es el más largo de todos los temas de The Beatles. Según George Harrison, la primera parte del título se refería a una frase de Maharishi Mahesh Yogi. Sin embargo, Harrison no sabía de donde venía el resto ("... except me and my monkey"). McCartney cree que se trataba de una referencia a la heroína, droga que consumía ocasionalmente Lennon. Sobre eso, Lennon contó en una entrevista: "No nos la inyectábamos en vena, esnifábamos un poco cuando estábamos muy dolidos por lo que los Beatles y sus amigos nos estaban haciendo a Yoko y a mí."

## Grabación
La versión lanzada en el álbum, fue grabada en los estudios Abbey Road, el 27 de junio de 1968. Uno de los aspectos más interesantes de la canción es la técnica de Paul para convertir una campana de bomberos en un instrumento más. La canción se grabó a una velocidad inferior a la de reproducción, y por ello una toma de 3:07" se transformó en 2:24". Esto le da a las guitarras distorsionadas una sensación incluso más acelerada, convenientemente acentuada por la voz de John.

## Personal[2]
- John Lennon - voz, gritos (loops), guitarra (Epiphone Casino), palmas.
- Paul McCartney - coros, bajo (Rickenbacker 4001s), campana, palmas.
- George Harrison - coros, guitarra (Gibson SG Standard), palmas.
- Ringo Starr - batería (Ludwig Super Classic), percusión, palmas.